# Agrotis hispidula
Agrotis hispidula là một loài bướm đêm trong họ Noctuidae.